# 穎娃站
穎娃站（日语：／ Ei eki */?）是一座位於鹿兒島縣南九州市的九州旅客鐵道（JR九州）指宿枕崎線的鐵路車站。

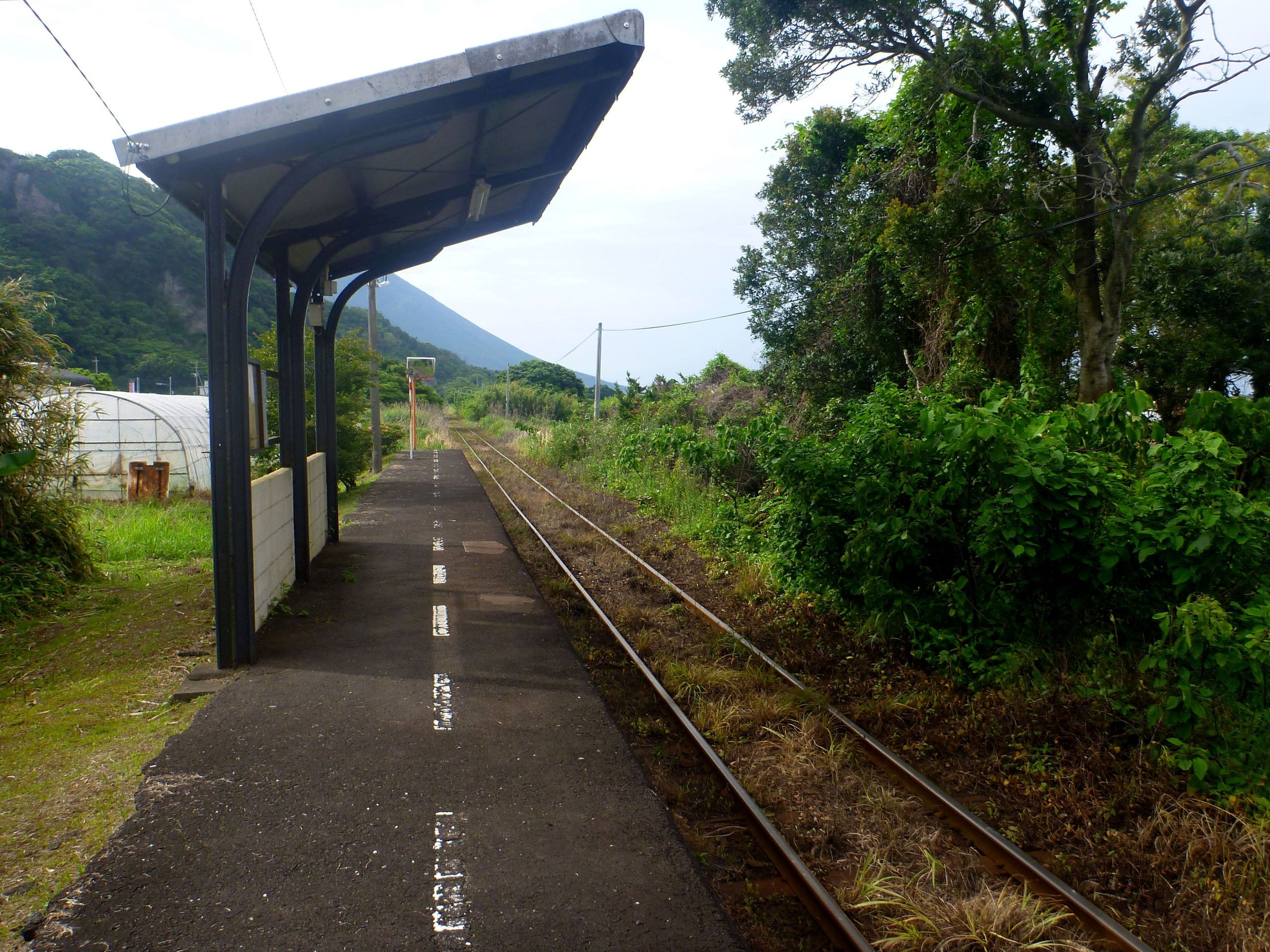
候車室與月台（2018年5月）

## 車站構造
現時採用簡易車站模式，沒有站房，過往曾經為有人站，亦建有站房，但已拆去。
本站只有側式月台1個，為列車不能交會的車站，月台長度只有50米，只能容納2輛車廂。
| 月台 | 路線        | 方向 | 目的地                     | 備註 |
| ---- | ----------- | ---- | -------------------------- | ---- |
| 1    | ■指宿枕崎線 | 下行 | 西穎娃、枕崎方向           |      |
| 1    | ■指宿枕崎線 | 上行 | 山川、指宿、鹿兒島中央方向 |      |

## 歷史
- 1960年3月22日：車站啟用。
- 1987年4月1日：因國鐵分割民營化，本站成為九州旅客鐵道的車站。

## 車站周邊
- 穎娃郵局
- 南九州市立穎娃小學
- 南九州警署穎娃派出所
- 國道226號

## 其他
此車站的羅馬拼音為[ei]，與粟生站[ao]、小江站[oe]及飯井站[ii]成為全日本羅馬拼音最短的車站。而在音節數中最短的車站則為津站，其羅馬拼音[tsu]，但平假名則只是[つ]。

## 相鄰車站
九州旅客鐵道
■指宿枕崎線
入野－穎娃－西穎娃

## 相關項目
- 日本鐵路車站列表

## 外部連結
- 穎娃站 （页面存档备份，存于）（日語）

1. ↑  雖然車站上並沒有標示月台編號，但因官方時間表 （页面存档备份，存于）上有標示。